# 마리브 (신문)
마리브(히브리어: מַעֲרִיב, 영어: Maariv)는 이스라엘에서 발행하는 타블로이드 판의 히브리어 일간지이다. 예디오트 아하로노트 종이 타블로이드 판에 이어 두번째로 매출이 높은 신문이며, 독자 수는 이스라엘 하욤 종이 타블로이드 판에 이어 세 번째이다. TGI 조사에 의한 2009년 하반기와 2008년 하반기의 비교에서 마리브는 시장 점유율을 13.8에서 13.6%로 소폭 감소하였다.

## 개요

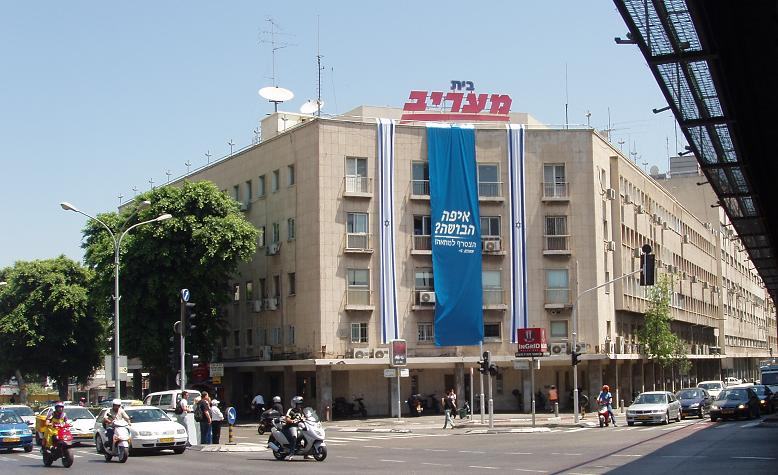
텔아비브의 마리브 교차로에 있는 마리브 하우스이다.

마리브 미디어 그룹(Maariv Holdings Ltd.)은 마리브와 그 부록을 외에도 지역 신문 체인을 소유하고 있다. 그룹은 이스라엘 전역에 유통 잡지 사업 인쇄 된 내용을 많이 포함한 반독립 웹사이트 nrg 마리브 (nrg מעריב)가 있다. 회사의 주식은 1990년부터 텔아비브 증권 거래소에 상장되어 있다.
몇 년 동안 님로디 가문이 경영 지배권을 가지고 있으며, 야아코브 님로디가 회장으로 재직했다. 2010년 3월에 자키 라키브가 50%의 지분을 이스라엘 랜드 앤드 디벨로프먼트 컴퍼니와 오페르 님로디로부터 매입하였으며, 2004년부터 연간 수백만 셰켈과 손실을 내고 있는 신문에 현금의 주입이 요구되었다. 라키브는 신임 회장에 취임했다.

## 부록
- 평일:
  - 하마가진 - 일간잡지 (문화, 오락, 크로스워드 퍼즐, TV와 라디오 편성표)
  - 아사킴 - 경제 부분
  - 스포츠 부분

- 화요일
  - 시그논 - 홈 매거진

- 수요일
  - 시그논 - 패션 잡지

- 금요일
  - 무사프샤바트 - 정치 분석, 서평, 풍자
  - 소프샤유아 - 주말 잡지
  - 저널 - 문화, 오락, TV와 라디오 편성표
  - 아사킴 - 경제 잡지
  - At - 여성 잡지
  - 지역 관련 주간지